# Танзанія на літніх Олімпійських іграх 1968
На XIX літніх Олімпійських іграх, що проходили у Мехіко у 1968 році, Танзанія була представлена 4 спортсменами у двох видах спорту — легка атлетика та бокс. Прапороносцем на церемоніях відкриття і закриття був бігун Норман Чігота.
Країна вдруге за свою історію взяла участь у літніх Олімпійських іграх. Атлети Танзанії не завоювали жодної медалі.

## Бокс
Чоловіки
| Спортсмен   | Дисципліна | 1 раунд                   | 2 раунд            | 3 раунд            | Чвертьфінал        | Півфінал           | Фінал              | Фінал      |
| Спортсмен   | Дисципліна | Суперник Результат        | Суперник Результат | Суперник Результат | Суперник Результат | Суперник Результат | Суперник Результат | Місце      |
| ----------- | ---------- | ------------------------- | ------------------ | ------------------ | ------------------ | ------------------ | ------------------ | ---------- |
| Титус Сімба | до 75 кг   | Кріс Фіннеган (GBR) L 0-5 | не пройшов         | не пройшов         | не пройшов         | не пройшов         | не пройшов         | не пройшов |

## Легка атлетика
Чоловіки
| Джон Стівен Ахварі | Марафон | Н/Д   | Н/Д | Н/Д        | Н/Д        | Н/Д        | Н/Д        | 3:25:17    | 57         |            |            |            |            |
| Норман Чігота      | 100 м   | 10.57 | 5   | не пройшов | не пройшов | не пройшов | не пройшов | не пройшов | не пройшов |            |            |            |            |
| Норман Чігота      | 200 м   | 21:28 | 6   | не пройшов | не пройшов | не пройшов | не пройшов | не пройшов | не пройшов |            |            |            |            |
| Клавер Каманья     | 400 м   | 45.74 | 2 Q | 46.03      | 3 Q        | 46.22      | 7          | не пройшов | не пройшов | не пройшов | не пройшов | не пройшов | не пройшов |